# مستئذب مكسيكي في تكساس (فلم)
مستئذب مكسيكي في تكساس (بالإنجليزية: Mexican Werewolf in Texas) هو فيلم رعب تم انتاجه في الولايات المتحدة و صدر سنة 2005 من بطولة إريكا فاي وسارة إريكسون و مايكل كاريو و هو إشارة إلى فيلم رعب تم انتاجه سنة 1981 يحمل اسم مستئذب أمريكي في لندن .

## القصة
سكان مدينة صغيرة في تكساس يحاربون مخلوق غامض يقوم بقتل الماشية و البشر.

## وصلات خارجية
- مقالات تستعمل روابط فنية بلا صلة مع ويكي بيانات

مستئذب مكسيكي في تكساس على IMDb
مستئذب مكسيكي في تكساس على Rotten Tomatos